# Behaim (Mondkrater)
Behaim ist ein Einschlagkrater am östlichen Rand des Mondes. Er liegt zwischen den Kratern Ansgarius im Norden und Hecateus im Süden. In ostsüdöstlicher Richtung erkennt man den Krater Gibbs und im Nordosten den kleinen Krater Dale.
Die Innenwände des Kraterrandes zeigen die Überreste alter, abgetragener Terrassen. Der Kraterrand selbst ist durch spätere Einschläge erodiert und weist auf der Nordseite eine Einbuchtung auf, die die ansonsten kreisförmige Struktur verzerrt. Im Mittelpunkt des Kraterbodens erhebt sich ein zentraler Gipfel. Eine schluchtähnliche Einkerbung durchschneidet den südlichen Kraterrand und setzt sich nach Süden fort.
| Buchstabe | Position           | Durchmesser | Link |
| --------- | ------------------ | ----------- | ---- |
| B         | 16,07° S, 76,48° O | 23 km       |      |
| BA        | 16,39° S, 76,04° O | 14 km       |      |
| C         | 16,68° S, 77,45° O | 12 km       |      |
| N         | 16,11° S, 73,54° O | 10 km       |      |
| S         | 16,28° S, 81,4° O  | 27 km       |      |
| T         | 15,83° S, 81,39° O | 11 km       |      |